# Panama (Nowy Jork)
Panama – wieś w Stanach Zjednoczonych, w stanie Nowy Jork, w hrabstwie Chautauqua.